# Stanisław Żelisławski
Stanisław Żelisławski (Silislau, Silislaw, Zelislawski, Żelislawski), zm. 13 kwietnia 1571 w Lubawie – biskup chełmiński, opat cysterski w Pelplinie.

## Życiorys
Urodził się w szlacheckiej rodzinie pruskiej jako syn Michała Żelisławskiego, podkomorzego chełmińskiego i Anny Szpotówny, córki Mikołaja Szpota, wojewody pomorskiego. W marcu 1551 r. był bezskutecznie wysuwany na biskupstwo chełmińskie przez Achacego Czemę po przejściu Hozjusza na Warmię. Od 1554 studiował w Wittenberdze. W 1557 został wybrany na koadiutora opata pelplińskiego, Szymona z Poznania. Po jego śmierci jeszcze w 1557 r. został z prezenty królewskiej opatem pelplińskim, złożył śluby zakonne i otrzymał święcenia kapłańskie. W latach 1558–1560 uczestniczył w rozstrzyganiu sporu o stanowisko opata oliwskiego między Mikołajem Loką a Kasprem Geschkauem. Żelisławski był przeciwny przyłączeniu klasztoru pelplińskiego do polskiej prowincji cystersów.
18 kwietnia 1562 otrzymał od Zygmunta Augusta nominację na biskupstwo chełmińskie, 9 października 1562 uzyskał zatwierdzenie papieskie, rządy w diecezji objął w 1563 r., a sakrę biskupią otrzymał 8 września 1564 w Płocku z rąk Wojciecha Staroźrebskiego. Jako ordynariusz chełmiński bez powodzenia usiłował ograniczać wpływy reformacji w diecezji. Utrzymał pozycję katolicyzmu jedynie w miastach biskupich i kapitulnych: Lubawie, Chełmży, Chełmnie i Kurzętniku. W walce z ewangelickimi władzami Chełmna wykazał zdecydowaną postawę, uzyskując z powodów politycznych wsparcie Rady Pruskiej. W Grudziądzu usiłował walczyć z reformacją przy pomocy katolickiego starosty Piotra Wojanowskiego z Dąbrówki. W 1565 wezwał miasto przed sąd konsystorski do Lubawy, jednak z powodu zarazy nie doszło do rozprawy, a w 1569 miasto to otrzymało przywileje wyznaniowe od króla. Spory dogmatyczne z ewangelikami Żelisławski prowadził głównie poprzez swojego kanclerza, Szymona Marycjusza. W 1564 obaj byli podejrzewani o błędną naukę w odniesieniu do Trójcy Świętej przez nuncjusza Jana Franciszka Commendonego oraz S. Hozjusza. Z racji na urząd biskupa chełmińskiego Żelisławski sprawował także opiekę nad polską częścią diecezji pomezańskiej za pośrednictwem mianowanego przez siebie administratora, Marcina Edena.
Jako biskup chełmiński Żelisławski zajmował drugie miejsce w hierarchii Prus Królewskich. Podczas nieobecności Hozjusza (1562-1564, 1569-1571) zwoływał stany Pruskie i przewodniczył ich obradom. Do Rady Pruskiej został wprowadzony na sejmiku generalnym w Grudziądzu w 1562 r. Podczas walk o realizację reform ruchu egzekucyjnego Żelisławski stał po stronie Rady Pruskiej i popierał jej opór przeciw egzekucji dóbr. Uczestniczył także później w sejmikach, ale nie odegrał w nich większej roli, w znacznej mierze ze względu liczne swoje choroby i znaczną tuszę, co utrudniało mu poruszanie i aktywność polityczną. Zmarł 13 kwietnia 1571 w Lubawie i został pochowany w miejscowym kościele parafialnym. Upamiętniało go niezachowane do dziś drewniane epitafium.